# Zdyskontowane przepływy pieniężne
Zdyskontowane przepływy pieniężne (ang. discounted cash flow, DCF) – metoda wyceny projektu, przedsiębiorstwa lub jego aktywów, wykorzystująca podejście rachunku wartości pieniądza w czasie. Wszystkie przyszłe przepływy pieniężne są szacowane i dyskontowane w celu określenia ich wartości bieżącej. Wartość używanej stopy dyskontowej przeważnie odpowiada kosztowi kapitału i zawiera ocenę ryzyka dotyczącego przyszłych przepływów pieniężnych.
Metoda zdyskontowanych przepływów pieniężnych jest często stosowana w analizie projektów inwestycyjnych.

## Historia
W pewnej formie kalkulacja zdyskontowanych przepływów pieniężnych została użyta już w starożytności, gdy po raz pierwszy pożyczono pieniądze na procent. Jako metoda wyceny aktywów często była przeciwstawiana wartości księgowej, która określana jest na podstawie ksiąg rachunkowych. Dyskontowanie przepływów pieniężnych zyskało popularność w dziedzinie wyceny papierów wartościowych począwszy od krachu giełdowego 1929 r. Irving Fisher w swojej wydanej w 1930 r. książce pt. Teoria stopy procentowej (ang. The Theory of Interest) oraz John Burr Williams w tekście z 1938 r. pt. Teoria inwestowania w wartość (ang. The Theory of Investment Value), jako pierwsi formalnie wyrazili metodę DCF w kategoriach nowoczesnej ekonomii.

## Równania
Formuła zdyskontowanego przepływu pieniężnego wynika z równania na wartość przyszłą (liczenie wartości pieniądza w czasie).
{\displaystyle FV=PV\cdot (1+i)^{n}}
Uproszczona wersja równania DCF, dla jednego przepływu w momencie odległym o n jednostek czasowych (okresów dyskontowania), wyraża się za pomocą następującego wzoru:
{\displaystyle DPV={\frac {FV}{(1+d)^{n}}}}
Wzór na wyliczenie przepływów pieniężnych przedsiębiorstwa jako całość:
FCFF = EBIT · (1 – T) + Am – I – zmiana kapitału obrotowego netto
Model FCFF (Free Cash Flow to the Firm) bazuje na przepływach pieniężnych przedsiębiorstwa jako całość (w tym kapitał własny i dług). Umożliwia to wyliczenie rynkowej wartości przedsiębiorstwa. W celu prawidłowej wyceny firmy, należy wyliczyć wysokość przepływów pieniężnych w ciągu roku, oszacować tempo wzrostu przedsiębiorstwa(wyrażone w procentach), a potem obliczyć jego wartość.
Wzór na wyliczenie wartości firmy za pomocą FCFF:
Wartość firmy = FCFF / (WACC – g)
Wzór na wyliczenie przepływów pieniężnych dla właścicieli kapitału i wartość kapitału własnego:
FCFE = zysk netto + Am – I – zmiana kapitału obrotowego netto + wpływy z pożyczek – raty kapitałowe
Kapitał własny = FCFE / (r – g)
gdzie:
- FV (ang. future value) – nominalna wartość przyszłego przepływu pieniężnego
- PV (ang. present value) – wartość bieżąca
- DPV (ang. discounted present value) – zdyskontowana wartość bieżąca przyszłego przepływu pieniężnego (FV), skorygowana o koszty utraconych korzyści oraz ryzyko strat
- d – stopa dyskonta, która jest równa wysokości kosztów utraconych korzyści powiększonej o koszt ryzyka (lub i, czyli koszt pieniądza z wzoru na FV)
- n – liczba okresów dyskontowania (liczba okresów, pomiędzy czasem przyszłego przepływu pieniężnego a czasem bieżącym). Przykład: jeżeli przepływ zdarzy się pod koniec pierwszego roku, to n = 1; na koniec drugiego roku: n = 2. Analogicznie – jeżeli przepływ gotówki wystąpi natychmiastowo, to n będzie wynosiło 0. W tym przypadku otrzymamy tożsamość (DPV = FV).
- EBIT – zysk operacyjny
- T – stawka podatku
- Am – amortyzacja
- I – inwestycje
- WACC – średni ważony koszt kapitału
- g – roczne tempo wzrostu spółki
- r – roczna stopa zwrotu z inwestycji

Tam, gdzie dyskontowane jest wiele przepływów, w wielu okresach, należy zsumować je jak poniżej:
{\displaystyle {\mbox{DPV}}=\sum _{t=0}^{N}{\frac {FV_{t}}{(1+d)^{t}}}}
gdzie ujęty jest każdy przyszły przepływ (FV) z każdego okresu, których liczba ogółem wynosi t. Suma ta może być później użyta we wzorze na NPV lub do policzenia IRR.

## Przykład wyceny metodą DCF
Poniższy uproszczony przykład ukazuje, jak przeprowadzana jest analiza zdyskontowanych przepływów pieniężnych.
- Jan Nowak kupuje dom za 100 000 $. Oczekuje, że za trzy lata będzie mógł go sprzedać za 150 000 $.

Prosty rachunek (150 000 – 100 000 $) wskazuje na to, że zysk z tej transakcji wyniesie 50 000 $, czyli 50%. Jeśli te 50 000 $ zamortyzuje się po trzech latach, to roczna stopa zwrotu w tym okresie, zwana wewnętrzną stopą zwrotu, będzie wynosić ok. 14,5%.
1,145³ x 100 000 = 150 000 (około)
Patrząc na te obliczenia, może on w sposób usprawiedliwiony rozpatrywać powyższą inwestycję jako korzystną.
Jakkolwiek jednak, w czasie pomiędzy kupnem a sprzedażą domu, wszelkie przepływy pieniężne ze sprzedaży muszą być odpowiednio dyskontowane.
- W czasie, gdy Jan Nowak kupuje dom, trzyletnie obligacje amerykańskie (Treasury note) oprocentowane są na 5%. Obligacje są generalnie obarczone mniejszym ryzykiem niż nieruchomości, ponieważ posiadają gwarancje rządu Stanów Zjednoczonych oraz są aktywem płynnym. Gdyby Nowak nie kupił domu, mógłby zamiast tego alternatywnie zainwestować w relatywnie bezpieczniejsze obligacje. Nie postępując w ten sposób, naraził się na koszty alternatywne swojej decyzji.

Tak więc, licząc wyłącznie koszty alternatywne (tj. roczną stopę zwrotu trzyletnich obligacji), otrzymujemy stopę dyskonta w wysokości 5% rocznie. Wykorzystując wzór na DPV, otrzymujemy dzisiejszą wartość 150 000 $, które Nowak otrzyma za 3 lata. Wynosi ona w zaokrągleniu 129 576 $. Jak łatwo zauważyć przyszła wartość dolarów nie równa się wartości dolarów posiadanych obecnie (tj. 100 000 $).
Według podejścia NPV, odejmując kwotę, za jaką kupiono dom (100 000 $) od wartości bieżącej otrzymujemy w przybliżeniu kwotę 29 576 $ (ponad 29-procentowa stopa zwrotu). Po zamortyzowaniu w okresie 3-letnim implikuje to 9% stopę zwrotu. Wciąż jest to pokaźny wynik, ale jest to już tylko 63% uprzednio spodziewanego przez inwestora zarobku. Warty dostrzeżenia jest fakt, że oryginalna stopa zwrotu (14,5%) minus stopa dyskonta (5%) równe jest zdyskontowanej IRR, czyli 9%. Stopa dyskonta bezpośrednio modyfikuje roczną stopę zwrotu.
Ryzyko
- Dom Jana kupiony został w „dobrej okolicy”, ale ceny rynkowe nie rosną w takim tempie, jak w ostatnim czasie, a analitycy w mediach zaczynają mówić o spowolnieniu gospodarczym i wyższych stopach procentowych. Jest prawdopodobne, że Jan nie będzie w stanie uzyskać pełnych 150 000 $, których się spodziewał ze sprzedaży domu po trzech latach. Powodem może być spowalniająca aprecjacja oraz zmniejszająca się płynność na rynku nieruchomości.

Dla przykładu, ustalmy jego czynnik ryzyka na 5% (ryzyko można ustalić precyzyjniej, ale nie jest to konieczne dla potrzeb omawianego zagadnienia). Tak więc, analiza uwzględnia teraz zarówno koszt alternatywny (5%), jak i poziom ponoszonego ryzyka (5%) – co daje stopę dyskonta w wysokości 10% rocznie.
Powracając do formuły na DPV, 150 000 $ otrzymane za trzy lata od teraz i zdyskontowane według stopy 10% warte jest jedynie 112 697 $ (w zaokrągleniu), jeśli liczyć w dzisiejszych dolarach. Wartość bieżąca zysku ze sprzedaży, który nominalnie wynosił 50 000 $ spadła do 12 697 $.
Stopa zwrotu może wydawać się niska, niemniej jednak po wszystkich tych dyskontowaniach nadal jest wartością dodatnią, co sugeruje, że decyzja inwestycyjna jest prawdopodobnie dobrym pomysłem – dostarcza ona na tyle dużo zysku, że pokrywa on koszt ryzyka oraz koszty alternatywne, zostawiając dodatkowo niewielką nadwyżkę. Ważną kwestią podczas przeprowadzania analizy DCF przez inwestorów i menadżerów jest, aby NPV, po zdyskontowaniu wszystkich przyszłych przepływów pieniężnych, było większe od zera. Jeżeli pojawia się wynik ujemny, oznacza to, że inwestycja wygeneruje straty, nawet jeżeli nominalnie osiągamy zysk. Na przykład – jeżeli przyjmiemy, że oczekiwana cena, którą Jan Nowak otrzyma za sprzedaż domu za trzy lata, nie będzie wynosiła 150 000 $, a 130 000 $ lub 150 000 $, ale za pięć lat, to inwestycja ta przyniesie stratę w kategoriach wartości bieżącej (PV). Odpowiednio będzie to 6000 $ w pierwszym przypadku i 9000 $ w drugim. Podobnie, jeżeli dom usytuowany będzie w nieodpowiedniej okolicy oraz Fed będzie przymierzał się do podniesienia stóp o pięć punktów procentowych, wtedy czynnik ryzyka będzie o wiele wyższy niż 5%. W sytuacji takiej, w kategoriach dyskonta, sprzedaż domu za trzy lata za cenę nawet 200 000 $ nie przyniesie spodziewanego zysku.
W powyższym przykładzie rozważa się tylko jeden przyszły przepływ pieniężny. Dla decyzji inwestycyjnych, przy których generowanych jest wiele przepływów dla wielu okresów, analiza DCF przeprowadzona musi być dla każdego z nich, a następnie wartości te powinno się zsumować i sprowadzić do wartości bieżącej netto.
Wycena obligacji
P = FV / (1 + (r · t / N))
gdzie:
- P oznacza wartość obligacji,
- FV – przepływ pieniężny z powodu posiadania obligacji, otrzymany w terminie wykupu,
- t – liczba dni do wykupu obligacji,
- N – umowna liczba dni w roku (zazwyczaj 360 lub 365),
- r – oczekiwana stopa dochodu.

Wartość obligacji jest określona jako wartość bieżąca przepływu pieniężnego otrzymanego w terminie wykupu. W instrumentach o dyskontowej podstawie źródłem dochodu jest wartość nominalna instrumentu. Jeśli instrument ma podstawę odsetkową, to źródłem dochodu jest wartość nominalna zwiększona o odsetki narosłe w okresie posiadania instrumentu. Do wyznaczania wartości obecnej stosuje się kapitalizację prostą.
Wysokość oczekiwanej stopy dochodu zależy od:
- wysokości stóp procentowych na rynku finansowym (zależnych od oczekiwanej stopy inflacji); im wyższa/niższa inflacja tym wyższa/niższa oczekiwana stopa dochodu,
- ryzyka niespełnienia warunków emitenta obligacji (ryzyko to wynika z możliwości braku wykupu instrumentu dłużnego w wyznaczonym terminie); im wyższe/niższe ryzyko niewykonania zobowiązań przez emitenta, tym wyższa/niższa oczekiwana stopa dochodu.

Wycena nieruchomości
P = NOI / r
gdzie:
- P – wartość nieruchomości,
- r – wymagana stopa zwrotu
- NOI – dochód operacyjny netto (przychody z wynajmu – (oszacowany pustostan [%] * przychody z wynajmu) – ubezpieczenie i podatki – koszty utrzymania nieruchomości)

## Metody
W zależności od schematu finansowego spółki, rozróżnia się cztery warianty liczenia DCF. Odkąd zmieniły się podstawowe sposoby pozyskiwania kapitału, nie ma potrzeby, aby zastosowane metody wyceny spółki czy projektu prowadziły do jednego, tego samego wyniku.
- Podejście własnościowe:
  - Metoda przepływów pieniężnych dla właścicieli kapitału (ang. Free Cash Flows to Equity; FCFE)
- Podejście podmiotowe:
  - Metoda skorygowanej wartości bieżącej (ang. Adjusted present value; APV)
  - Metoda średniego ważonego kosztu kapitału (ang. Weighted average cost of capital; WACC)
  - Metoda totalnych przepływów pieniężnych (ang. Total cash flow; TCF)
  - Metoda przepływów przedsiębiorstwa jako całości FCFF (ang. Free Cash Flow to the Firm)